# Harold Steinacker

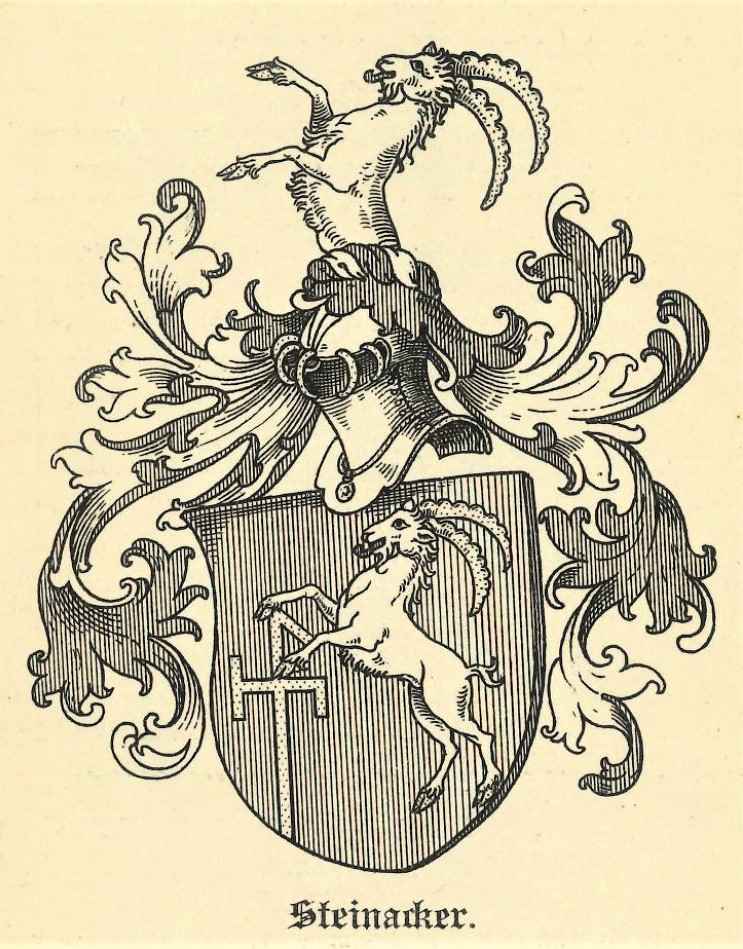
Wappen der Familie Steinacker

Harold Steinacker (* 26. Mai 1875 in Budapest; † 29. Januar 1965 in Innsbruck) war ein österreichischer Historiker.

## Leben
Harold Steinacker legte in Pest 1893 seine Matura mit Auszeichnung ab. Von 1893 bis 1897 studierte er an der Universität Wien Alte Geschichte sowie Klassische Philologie und wurde bei Max Büdinger 1898 promoviert. Von 1897 bis 1899 besuchte er einen Kurs am Institut für Österreichische Geschichtsforschung. 1901 wurde er zum Mitarbeiter bei den „Regesta Habsburgica“ bestellt und erhielt nach seiner 1905 an der Universität Wien erfolgten Habilitation 1916 einen Ruf als Professor für Allgemeine Geschichte an die Karl-Ferdinands-Universität in Prag. 1918 wechselte er an die Universität Innsbruck. Als großdeutsch gesinnter Revisionist trat er 1934 der (im Ständestaat verbotenen) NSDAP bei, beantragte am 17. Mai 1938 die reguläre Aufnahme in die Partei und wurde rückwirkend zum 1. Mai aufgenommen (Mitgliedsnummer 6.256.999). Beim Reichsparteitag 1938 war er als „Ehrengast des Führers“ anwesend. Außerdem war er Mitglied im Beirat des Reichsinstituts für Geschichte des neuen Deutschlands.
Von 1938 bis 1942 war Steinacker Rektor der Universität Innsbruck, die ab 1941 Deutsche Alpenuniversität  hieß. Zu dieser Zeit war er auch Mitherausgeber der Zeitschriften Südostdeutsche Forschungen und Deutschlands Erneuerung. 1938 verlieh ihm die Universität Königsberg das Ehrendoktorat der Rechte.
Nach dem Zweiten Weltkrieg wurde Steinacker 1953 Mitbegründer der Ranke-Gesellschaft und 1958 Leiter der Südostdeutschen Historischen Kommission. Zu seinen Forschungsschwerpunkten gehörten die früh- und hochmittelalterliche politische Geschichte und urkundengeschichtliche Fragestellungen. 1964 wurde Steinacker auf Vorschlag von Franz Huter zum Ehrenmitglied der philosophisch-historischen Klasse der Österreichischen Akademie der Wissenschaften in Wien gewählt, deren korrespondierendes Mitglied er seit 1932 war. Huter bezeichnete ihn in seinem Nachruf als „gottbegnadeter Lehrer“.

## Publikationen (Auswahl)
- Volk und Geschichte – Ausgewählte Reden und Aufsätze, Rudolf M. Rohrer, Brünn/München/Wien 1943.
- Austro-Hungarica. Ausgewählte Aufsätze und Vorträge zur Geschichte Ungarns und der österreichisch-ungarischen Monarchie. Oldenbourg, München 1963.